# Alfred Orgler
Alfred Orgler (geboren am 26. April 1876 in Breslau; gestorben zwischen März 1943 und Januar 1945 in Auschwitz oder in Theresienstadt) war Senatspräsident am Kammergericht.

## Leben

### Privatleben

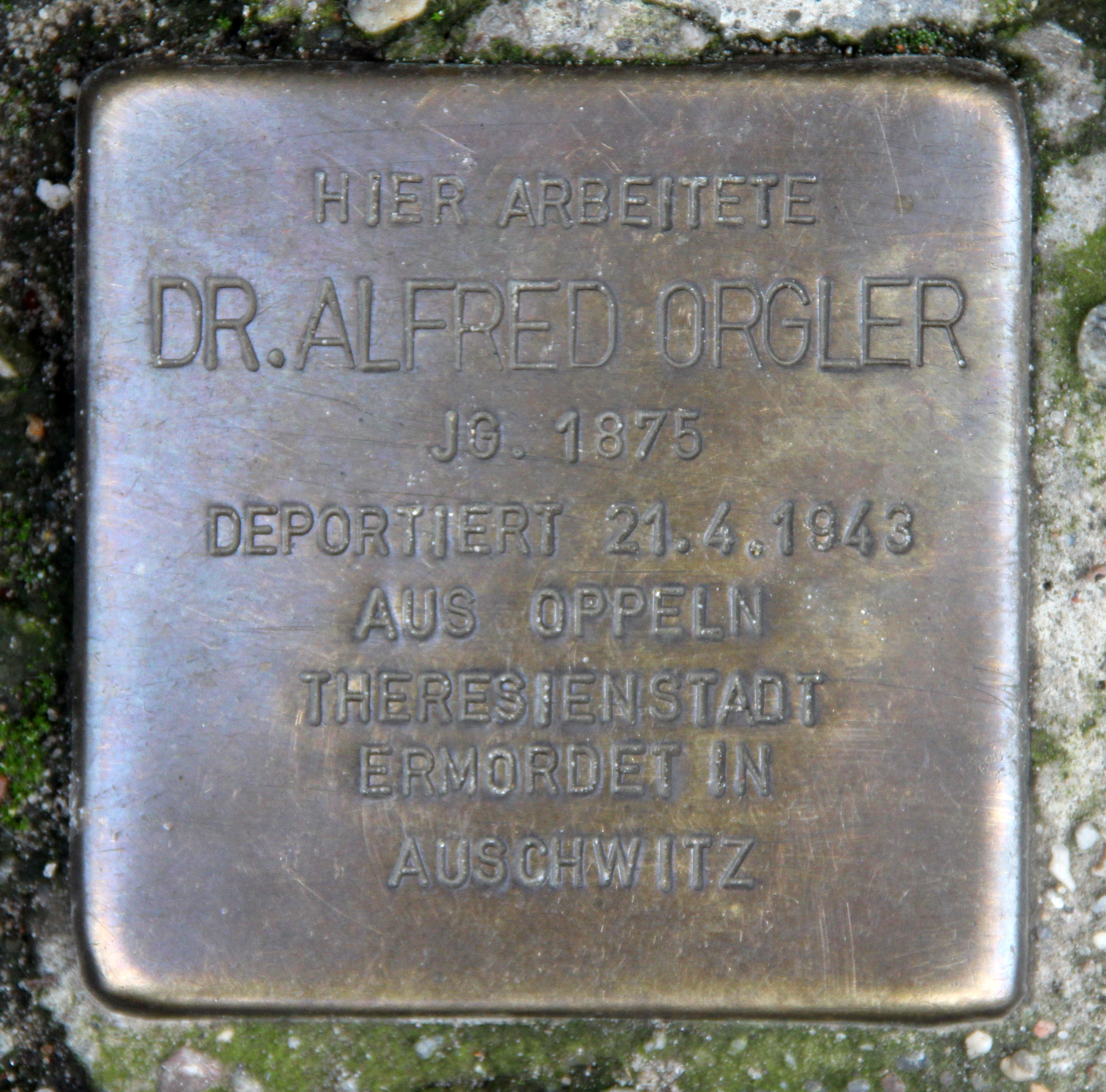
Stolperstein für Alfred Orgler in der Elßholzstraße 32

Orgler absolvierte ein Jurastudium in Heidelberg. Der Abschluss 1898 erfolgte mit dem 1. Staatsexamen und Promotion zum Dr. jur., sodann begann seine Referendarzeit.
Alfred Orgler lebte mit seiner Frau in Berlin ab 1923 zunächst in der Elßholzstraße 30–33, sodann ab 1939 in der Eisenacher Straße 98 und schließlich von 1942 bis zu seiner Deportation im März 1943 in der Augsburger Straße 62. Orglers Ehe war nach nationalsozialistischer Definition eine „privilegierte Mischehe“.

### Richtertätigkeit
Alfred Orgler war zunächst ab 1905 Landrichter und ab 1917 Landgerichtsrat in Beuthen O.S. 1923 wurde er Kammergerichtsrat, 1929 Senatspräsident am Kammergericht. Anfang 1933 übernahm er den Vorsitz des 15. Zivilsenats des Kammergerichts.
Alfred Orgler war neben Arnold Freymuth und Hermann Großmann einer der drei Richter am Kammergericht, die von der preußischen Staatsregierung aus Sozialdemokraten und Zentrum als Gegengewicht gegen die national-konservative Übermacht der Richter am Kammergericht gedacht waren. Gegen die Berufung Orglers und der beiden anderen republikanischen Richter an das Kammergericht protestierte der Preußische Richterverein.
Die Richter der Weimarer Republik
Ingo Müller schreibt in seinem Buch Furchtbare Juristen:

„Mit dem Untergang des Kaiserreichs und der Ausrufung der Republik […] brach für die monarchistisch eingestellte Richterschaft eine Welt zusammen. […] Der Richterschaft wurde jedoch ihre Unabhängigkeit und Unabsetzbarkeit garantiert, und Richtern, die es nicht mit ihrem Gewissen vereinbaren konnten, der Republik statt dem Kaiser zu dienen, bot die Regierung an, sich bei Wahrung aller materieller Ansprüche in den Ruhestand versetzen zu lassen. Von diesem Angebot machten jedoch weniger als 0,15 Prozent der Richter Gebrauch. […] Die in ihrer Mehrheit nun der am rechten Rand des Parteienspektrums angesiedelten Deutschnationalen Volkspartei anhängende Richterschaft hielt Distanz zur Republik und orientierte sich an dem, was von den alten Werten noch geblieben war. Bereitwillig übernahm sie den in den konservativen Kreisen gepflegten Mythos von dem im Felde ungeschlagenen Heer, das lediglich durch Sabotage an der Heimatfront unterlegen sei (die berüchtigte ‚Dolchstoßlegende‘) und widmete sich der Ausschaltung des ‚inneren Feindes‘.“

### Politische Tätigkeit
Alfred Orgler war 1922 Gründungsmitglied des Republikanischen Richterbundes sowie Mitbegründer des Reichsbanner Schwarz-Rot-Gold. Er war von 1929 bis 1932 Mitglied der SPD sowie ab 1932 Mitglied der Sozialrepublikanischen Partei (Hörsingbewegung). Kurze Zeit war er auch Mitglied der Liga für Menschenrechte.

### Publizistische Tätigkeit
Alfred Orgler publizierte im Berliner Tageblatt und in der Frankfurter Zeitung. Dort schrieb Alfred Orgler:

„Die Öffentlichkeit hat im Allgemeinen wenig Anlass, sich mit den Organen der Rechtsprechung zu befassen. Selten wird deshalb die Tatsache richtig gewürdigt, dass in Preußen die Richter zu drei Vierteln, die in gehobenen und Präsidentenstellen befindlichen sogar zu neun Zehnteln den die Weimarer Verfassung verneinenden Parteirichtungen angehören und somit den stärksten und gefährlichsten Hort der Reaktion bilden. Drei Jahre republikanische Regierungsform haben nicht im Geringsten Wandel geschaffen. Manchmal scheint es fast, als ob die Personalpolitik des preußischen Justizministeriums geradezu darauf ausgeht, die Grundsätze der deutschen und preußischen Verfassung umzustoßen.“

„Gibt es kein unpolitisches Prozessrecht, so gibt es auch keinen unpolitischen Richter. Es ist ein schwerer Irrtum anzunehmen, dass die Urteilsfindung der Algebra gleicht, bei der aus gegebenen Größen (dem Sachverhalt) die Unbekannte X (das Urteil) zu ‚errechnen‘ sei. Allerdings schafft das Gesetz feste Normen, aber kein dem Leben entnommener Sachverhalt füllt gerade eine bestimmte Formel vollinhaltlich aus. Der Richter muss daher dem Leben die Tatbestandsmerkmale ablauschen wie etwa der Arzt dem Kranken die Symptome einer Lungenentzündung. Ich erinnere in dieser Beziehung vor allem an die sogenannten ‚inneren‘ Tatsachen, wie Vorsatz, Fahrlässigkeit, Bewusstsein der Rechtswidrigkeit usw. Zur Würdigung des Sachverhalts gehört ein Maßstab, der nicht aus dem Gesetz, sondern aus der Summe der Lebenserfahrung, also aus der politischen Weltanschauung genommen wird. Tatsächlich waren den Richtern der Vorkriegszeit, die von der rechtsstehenden Presse so gern als ‚unpolitisch‘ bezeichnet werden, die Anschauungen des Obrigkeitsstaates derart in Fleisch und Blut übergegangen, dass die Bekennung zu einem besonderen politischen Programm gar nicht erforderlich war.“

### Tod im Vernichtungslager
Alfred Orgler wurde im April 1933 zwangsbeurlaubt und am 20. Juli 1933 aus dem Justizdienst entlassen. Die letzte Nachricht über Alfred Orgler steht in den Deportationslisten vom März 1943. Er war Jude und kam nach Auschwitz. Dort oder in Theresienstadt ist er umgekommen.

## Ehrungen
Am 11. November 2010 wurden, verbunden mit einer Ansprache der Präsidentin des Kammergerichts Monika Nöhre, für Alfred Orgler und vier weitere jüdische Richter des Kammergerichts, die deportiert und ermordet wurden, die Stolpersteine vor dem Gebäude des Kammergerichts verlegt.